# Conan di Aquilonia
Conan di Aquilonia (Conan of Aquilonia) è una raccolta di quattro racconti heroic fantasy scritti da L. Sprague de Camp e Lin Carter con protagonista Conan il barbaro, personaggio creato da Robert E. Howard.
È l'undicesimo tomo di una serie di dodici volumi dedicata al personaggio.

## Storia editoriale
l personaggio di Conan era stato creato da Robert Howard nel 1932 e fu protagonista di diversi romanzi e racconti pubblicati sulla rivista Weird Tales fino alla morte dello scrittore nel 1936. Circa vent'anni dopo la casa editrice Gnome Press acquisì i diritti per ristampare in volume il ciclo di Conan e affidò la curatela del progetto al romanziere L. Sprague de Camp, importante autore della rivista Unknown concorrente di Weird Tales; egli decise di organizzare i testi di Howard secondo una cronologia interna da lui ipotizzata (laddove Howard li aveva composti in ordine anacronico) e aggiunse ai cinque volumi di materiali "canonici" due tomi di testi "apocrifi", composti di suo pugno o dal collaboratore Björn Nyberg. Circa dieci anni dopo i diritti passarono da Gnome Press a Lancer Books e il nuovo editore incaricò de Camp e il suo collaboratore Lin Carter di espandere ulteriormente la serie, allestendo così una nuova edizione in dodici volumi.
Già nel 1968 Carter e de Camp avevano dato alle stampe il romanzo conclusivo della sequenza, Conan delle Isole, ma fu solo negli anni Settanta che i due composero una sequenza di racconti midquel che colmasse l'ellisse temporale con il precedente episodio Conan il vendicatore (composto da Nyberg e revisionato da de Camp); tali racconti apparvero a cadenza annuale sulla rivista Fantastic fra 1972 e 1975, ma Lancer fallì prima di pubblicarne una raccolta in volume, che quindi apparve solo nel maggio 1977 dopo che il catalogo del defunto editore era stato acquisito da Ace Books. Sempre Ace ristampò il volume nel luglio 1981, aprile 1982, novembre 1982, agosto 1983, luglio 1984, 1986, giugno 1991 e aprile 1994, mentre la prima edizione britannica uscì per i tipi di Sphere Books nell'ottobre 1978 e fu ristampata nel luglio 1988. Il libro è stato tradotto anche in italiano e francese.
La prima traduzione italiana di Conan di Aquilonia è stata nell'omnibus tascabile cartonato L'era Hyboriana di Conan il Cimmero (comprendente anche il decimo e dodicesimo tomo) pubblicato nel 1981 da Editrice Nord entro la Fantacollana, collana nella quale venne tradotta l'intera serie Lancer/Ace (seppur in ordine sfasato rispetto alla cronologia interna); il romanzo è stato riproposto dallo stesso editore entro il volume omnibus di grande formato Il Regno di Conan il Grande della linea Grandi Opere Nord nel 1989, e poi ancora in una ristampa in brossura tascabile de L'era Hyboriana di Conan il Cimmero intitolata L'era hyboriana di Conan, edita nella linea Tascabili Super Omnibus nel 1994.

## Contenuti
Tutti i quattro racconti sono testi "apocrifi" composti da L. Sprague de Camp e Lin Carter e non si basano in alcun modo su appunti o frammenti "canonici" di Robert E. Howard.
- Introduzione di L. Sprague de Camp.
- "La strega delle brume" ("The Witch of the Mists"), Fantastic agosto 1972.
- "La sfinge nera di Nebthu" ("Black Sphinx of Nembthu"), Fantastic luglio 1973.
- "La luna rossa di Zembabwei" ("Red Moon of Zembabwei"), Fantastic luglio 1974.
- "Ombre nel teschio" ("Shadows in the Skull"), Fantastic febbraio 1975.

## Trama
I quattro racconti, seppur presentati come testi autonomi l'uno dall'altro, vanno a comporre un unico arco narrativo. Re Conan di Aquilonia è ormai quasi sessantenne ed è costretto alla resa dei conti con il suo arcinemico, il mago nero Thoth-Amon di Stigia, servitore del malvagio dio Set. La vicenda si innesca allorché Toth-Amon e la Regina delle streghe Louhi rapiscono il principe Conn, figlio adolescente di Conan, e questi li insegue fin nella regione di Hyperborea per salvare il ragazzo; in seguito Conan e Conn, aiutati dal druido Diviatix, marciano contro la fortezza di Thoth-Amon in Stigia e lo costringono alla fuga nei Regni Neri del Sud; padre e figlio braccano quindi lo stregone nel regno di Zembabwei e infine all'estremo confine del mondo, dove Conan e Thoth-Amon si scontrano definitivamente in un duello astrale.
Al conflitto fra Conan e Thoth-Amon (assente nei racconti originali di Howard e sviluppato da de Camp nelle sue aggiunte) si intreccia una trama di formazione con protagonista Conn: all'inizio della storia Conn è ancora un ragazzino timoroso delle punizioni del padre, alla fine dei racconti è un guerriero stagionato veterano di molte di battaglie, è sfuggito alla prigionia e a pericoli mortali, ha salvato la vita a suo padre e ricopre un ruolo cruciale nella sconfitta di Thoth-Amon; questo arco narrativo va a giustificare l'abdicazione dell'anziano Conan a favore di Conn nel successivo romanzo Conan delle isole, ambientato sette anni più tardi.

## Critica
Il critico Don D'Ammassa scrive che «Sebbene venduto come romanzo è in realtà una serie di quattro racconti lunghi ambientati durante il regno di Conan su Aquilonia... Sembrano tutti leggeri, come se fossero pensati per un pubblico di lettori giovani.»